# 土曜プレゼント
『土曜プレゼント』（どようプレゼント）は、1981年4月18日から同年9月26日まで東京12チャンネル（現・テレビ東京）が編成していた単発特別番組枠である。その後も1981年10月10日から1982年3月27日まで『土曜ワイドプレゼント』と題して編成され続けた。全35回（15回＋20回）。編成時間はいずれも毎週土曜 19:30 - 20:54 （日本標準時）。
霊能・怪奇関係のドキュメンタリー番組と、演歌・浪曲・民謡関係の音楽番組を主に放送していた。

## 放送番組

### 土曜プレゼント
1. ショック!三大霊能者 富士の樹霊を暴く
2. 昭和フィルム初公開・全記録
3. 世界の空中アクロバットチーム
4. まぜこぜドッキリ大作戦
5. 魅惑の演歌・恋の演歌勢ぞろい
6. 大自然の歴史たち
7. 眠らずに何日耐えられるか
8. 歌の女王美空ひばり35周年特別企画
9. ショック!台湾オカルト地帯を行く
10. 豪華日本一
11. ああ連合艦隊（映画『連合艦隊』関連企画）
12. 激突マジック大競演
13. 燃える新横綱 千代の富士
14. 死神のほろび村
15. 死後の世界は存在する?

### 土曜ワイドプレゼント
1. 怪奇実況中継
2. 映画「格闘オリンピック」
3. 夢の宇宙旅行初公開
4. 本日なぜか浪曲（メインゲスト：三波春夫）
5. 豆腐スペシャル
6. 演歌・日本一の艶歌
7. 民謡スペシャル
8. 殺し屋の世界を見た
9. 瀬戸内に悪霊島を見た
10. 民謡スペシャルII
11. 富士の樹海 幻の湖を発見!!
12. 美女軍団の大冒険
13. 大空の勇者・甦るゼロ戦
14. 民謡スペシャルIII
15. 山中におん霊の沼を見た!
16. 民謡スペシャルIV
17. 日本のなぞ・姿なき「神かくし」
18. 恐山の冬に白い恐怖を見た
19. 開業100周年 おめでとう!!上野動物園
20. おん霊の恐怖

参考：毎日新聞 ラジオ・テレビ欄